# (6802) Černovice
(6802) Černovice – planetoida z grupy pasa głównego asteroid okrążająca Słońce w ciągu 5 lat i 123 dni w średniej odległości 3,05 j.a. Została odkryta 24 października 1995 roku w Obserwatorium Kleť w pobliżu Czeskich Budziejowic przez Miloša Tichego. Nazwa planetoidy pochodzi od czeskiego miasta Černovice, w którym w młodości mieszkał odkrywca. Przed jej nadaniem planetoida nosiła oznaczenie tymczasowe (6802) 1995 UQ2